# グレン・ムーア
グレン・ムーア（Glen Moore、1941年10月28日 - 、オレゴン州ポートランド生まれ）は、時としてピアノ、フルート、ヴァイオリンを演奏することのあるジャズ・ベーシストである。
彼のパフォーマンスのキャリアは14歳でオレゴン州ポートランドにおいて「Young Oregonians」からスタートし、そこでネイティヴ・アメリカンのサックス奏者であるジム・ペッパーと出会い、演奏するようになった。彼はオレゴン大学で歴史と文学の学位を取得している。正式なベース指導は大学卒業後に始まった。ポートランドのジェローム・マギル、シアトルのジェームス・ハーネット、ニューヨークのゲーリー・カー、コペンハーゲンのプラウ・クリステンソン、ウィーンのルートヴィヒ・シュトライヒャー、ハワイのフランソワ・ラバスから指導を受けている。グレンは過去30年間、1715年頃にチロル州で作られたクロッツのベース・フィドルを演奏してきた。
ムーアはオレゴンの創設メンバーであるが、ラビ・アブ＝カリル、ヴァサント・ライ、ナンシー・キング、ラリー・カラッシュとも定期的に演奏をしてきた。

## ディスコグラフィ

### リーダー・アルバム
- 『ブルージョ』 - Trios / Solos (1972年、ECM) ※with ラルフ・タウナー
- May 24, 1976 (1976年、JAPO/ECM) ※with ラリー・カラッシュ
- 『イン・コンサート』 - In Concert (1977年、Vanguard) ※with デヴィッド・フリーゼン
- Introducing Glen Moore (1979年、Elektra)
- Impending Bloom (1990年) ※with ナンシー・キング
- Mokave Volume 1 (1991年、Audioquest)
- Mokave Volume 2 (1992年、Audioquest)
- Cliff Dance (1993年) ※with ナンシー・キング
- Returning (1993年) ※with デヴィッド・フリーゼン
- Forces of Flight (1995年、ITM)
- Dragonetti's Dream (1996年、Intuition)
- Nude Bass Ascending (1999年、Intuition)
- King on the Road (1999年) ※with ナンシー・キング
- Bactrian (2015年、Origin) ※with デヴィッド・フリーゼン

ポール・ウィンター・コンソート
- 『ロード』 - Road (1970年)

オレゴン
- 『北の星』 - Music of Another Present Era (1972年、Vanguard)
- 『遥かなる丘』 - Distant Hills (1973年、Vanguard)
- 『冬の陽』 - Winter Light (1974年、Vanguard)
- 『オレゴン・イン・コンサート』 - In Concert (1975年、Vanguard)
- 『オレゴン & エルヴィン・ジョーンズ』 - Together (1976年、Vanguard) ※with エルヴィン・ジョーンズ
- 『フレンズ』 - Friends (1977年、Vanguard)
- 『アウト・オブ・ザ・ウッズ - 森の中から』 - Out of the Woods (1978年、Elektra)
- 『ヴァイオリン』 - Violin (1978年、Universe) ※with ズビグニェフ・セイフェルト
- 『ムーン・アンド・マインド』 - Moon and Mind (1979年、Vanguard)
- 『ルーツ・イン・ザ・スカイ - 空の彼方に』 - Roots in the Sky (1979年、Elektra)
- 『イン・パフォーマンス』 - In Performance (1980年、Elektra)
- 『アワ・ファースト・レコード』 - Our First Record (1980年、Vanguard) ※1970年録音
- 『オレゴン』 - Oregon (1983年、ECM)
- 『クロッシング』 - Crossing (1984年、ECM)
- 『エコトピア』 - Ecotopia (1987年、ECM)
- 『45th PARALLEL』 - 45th Parallel (1989年、CBS/Portrait)
- Always, Never and Forever (1991年、Intuition)
- Troika (1993年、Intuition)
- 『ビヨンド・ワーズ』 - Beyond Words (1995年、Chesky)
- Northwest Passage (1997年、Intuition)
- Music for a Midsummer Night's Dream (The Oregon Trio) (1998年、Intuition)
- In Moscow (2000年、Intuition) ※with モスクワ・ラジオ・チャイコフスキー交響楽団
- 『ライヴ・アット・ヨシズ』 - Live at Yoshi's (2002年、Intuition)
- Prime (2005年、Cam Jazz)
- The Glide (1 track, new version on iTunes) (2005年、Cam Jazz)
- 1000 Kilometers (2007年、Cam Jazz)
- In Stride (2010年、Cam Jazz)
- Family Tree (2012年、Cam Jazz)

### 参加アルバム
- ニック・ブリグノラ : This Is It (1967年)
- ジェレミー・スタイグ : 『ジス・イズ・ジェレミー・スタイグ』 - This Is Jeremy Steig (1969年、Solid State)
- ピーター・ウォーレン : 『ベース・イズ』 - Bass Is (1970年)
- アネット・ピーコック&ポール・ブレイ : Revenge: Bley Peacock Synthesizer Show (1970年)
- ポール・ブレイ : 『ポール・ブレイ・シンセサイザー・ショウ』 - The Paul Bley Synthesizer Show (1971年)
- ティム・ハーディン : 『電線の鳥』 - Bird on Wire (1971年)
- アネット・ピーコック : 『アイム・ザ・ワン』 - I'm the One (1972年)
- ヴァサント・ライ : Spring Flowers (1976年)
- ミニマル・キッズ : No Age (1987年)
- ラビ・アブ＝カリル : Between Dusk and Dawn (1987年)
- ラビ・アブ＝カリル : Bukra (1989年)
- ラビ・アブ＝カリル : Roots and Sprouts (1990年)
- ラビ・アブ＝カリル : Al-Jadida (1991年、Enja)
- Mokave : Afrique (1993年、Sledgehammer Blues)[1] ※with Larry Karush and Glen Velez
- ラビ・アブ＝カリル : Tarab (1993年、Enja)
- ラリー・コリエル : Birdfingers (2002年)